# Mario Orozco Rivera
Mario Orozco Rivera (* 19. Januar 1930 in Mexiko-Stadt; † 20. November 1998) war ein mexikanischer Maler. Sein Sohn ist der Künstler Gabriel Orozco.

## Leben und Werk
Orozco Rivera studierte ab 1952 an der Escuela Nacional de Pintura, Escultura y Grabado „La Esmeralda“, unter anderem bei Manuel Rodríguez Lozano und Carlos Orozco Romero. Ab 1956 dozierte er als Meister für Malerei an der Fakultät für Bildende Künste der Universidad Nacional Autónoma de México und Mitglied des Salón de la Plástica Mexicana sowie 1957 Mitglied der Frente Nacional de Artes Plásticas (FNAP). Von 1961 bis 1964 hatte er einen Lehrauftrag an der Universidad Veracruzana, gründete dort die Lehrwerkstatt für Bildende Künste und malte dort mehrere Murales. 1964 bot ihm David Alfaro Siqueiros die Stelle als stellvertretender Leiter seines Künstlerwerkstatt in Cuernavaca an. Hier malte er weitere Murales im Polyforum Cultural Siqueiros.
Orozco Rivera stellte seine Bilder in mehreren Einzel- und Gruppenausstellungen aus und wurde mehrfach im In- und Ausland ausgezeichnet. Er war viele Jahre Mitglied der Partido Comunista Mexicano und anschließend Mitglied der Partido Socialista Unificado de México. Zu seinen Freunden gehörten auch Rafael López Jiménez und Víctor Jara.